# Réserve écologique de Ristigouche
La réserve écologique de Ristigouche est située à 5 km au sud-est du village de Saint-André-de-Restigouche.  Cette réserve vise la protection d'un échantillon représentatif de la région de la baie des Chaleurs dont fait partie l'érabilière à bouleau jaune et la sapinière à bouleau jaune.  Le nom de la réserve provient du canton du même nom.